# Anna Duritska
Anna Duritska   (Bila Tserkva, 27 de novembre de 1991) (en ucraïnès: Анна Дурицька) és una model de moda ucraïnesa, que va ser finalista de Miss Ukraine Universe el 2018. El 27 de febrer de 2015, va ser l'únic testimoni ocular de l'assassinat de Borís Nemtsov. Duritska portava més de dos anys en una relació amb Nemtsov, una de les principals figures de l'oposició a Vladimir Putin i contra la intervenció militar russa a Ucraïna. La policia russa la va detenir sota arrest domiciliari després de l'assassinat. El Ministeri d'Afers Exteriors d'Ucraïna va declarar que havia intervingut per assegurar-ne l'alliberament i el seu retorn de Moscou. Les agències de notícies russes pro-Kremlin havien afirmat que Nemtsov la va obligar a avortar a Suïssa, en un intent d'implicar-la a ella i al Servei de Seguretat d'Ucraïna en l'assassinat.
En tornar a Kíev es va amagar, sota la protecció de guàrdies armats, que li va assignar el fiscal general d'Ucraïna, després d'haver rebut amenaces de mort. Les agències de notícies pro-Kremlin van filtrar fotos provocadores de Duritska, en un intent de desacreditar-la, després de la qual cosa es va negar a tornar a Rússia per declarar en el judici sobre l'assassinat de Nemtsov.
El desembre de 2018, The Guardian va plublicar l'entrevista TV Rain de Duritska en què va demanar que el carrer de l'ambaixada de Rússia a Londres fos rebatejat en memòria de Nemtsov. L'ambaixada a Washington DC ho havia fet anteriorment mitjançant la "Llei de DC 22-92 Boris Nemtsov Plaza Designation Act" de 2018.
El 2017, va planejar retrobar-se amb el seu amic Ankit Love a Londres i apuntar-se al Central Saint Martins College of Art and Design. El 2022, després de l'esclat de la guerra a Ucraïna, Duritska va fugir del país, conduint de Kíiv a Sofia, i després va arribar a Londres per avió, on va sol·licitar asil. L'abril de 2022, la seva amiga Ankit Love va ser detinguda per la policia búlgara prop de Godetx, mentre conduïa un Mercedes-Benz G-Class amb matrícules ucraïneses, que pertanyia a Duritska, en direcció a Londres. El cotxe estava ple amb la roba de disseny i joies de Duritska per valor de més de 100.000 dòlars. La policia búlgara va confiscar el cotxe després de detenir i interrogar Ankit Love durant set hores.